# 索恩河畔克雷什
索恩河畔克雷什（法語：Crêches-sur-Saône，法語發音：[kʁɛʃ syʁ son]）是法国索恩-卢瓦尔省的一个市镇，属于马孔区。

## 地理
索恩河畔克雷什（46°14'48"N, 4°47'11"E）面积9.33 平方千米，位于法国勃艮第-弗朗什-孔泰大區索恩-卢瓦尔省，该省份为法国中部省份，北起顺时针与科多尔省、汝拉省、安省、罗讷省、卢瓦尔省、阿列省和涅夫勒省接壤。
与索恩河畔克雷什接壤的市镇（或旧市镇、城区）包括：索恩河畔科尔莫朗什、加尔讷朗、尚特雷、沙讷、拉沙佩勒德甘谢、瓦雷讷莱马孔。
索恩河畔克雷什的时区为UTC+01:00、UTC+02:00（夏令时）。

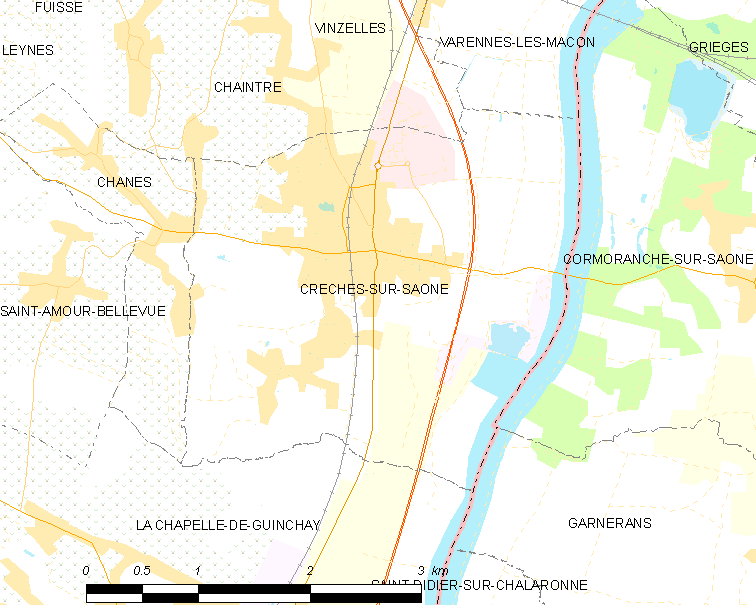
索恩河畔克雷什的OSM定位图

## 行政
索恩河畔克雷什的邮政编码为71680，INSEE市镇编码为71150。

## 政治
索恩河畔克雷什所属的省级选区为拉沙佩勒德甘谢县。

## 人口

1962-2008年间索恩河畔克雷什人口变化图示

索恩河畔克雷什于2022年1月1日时的人口数量为3179人。